# Gélacourt

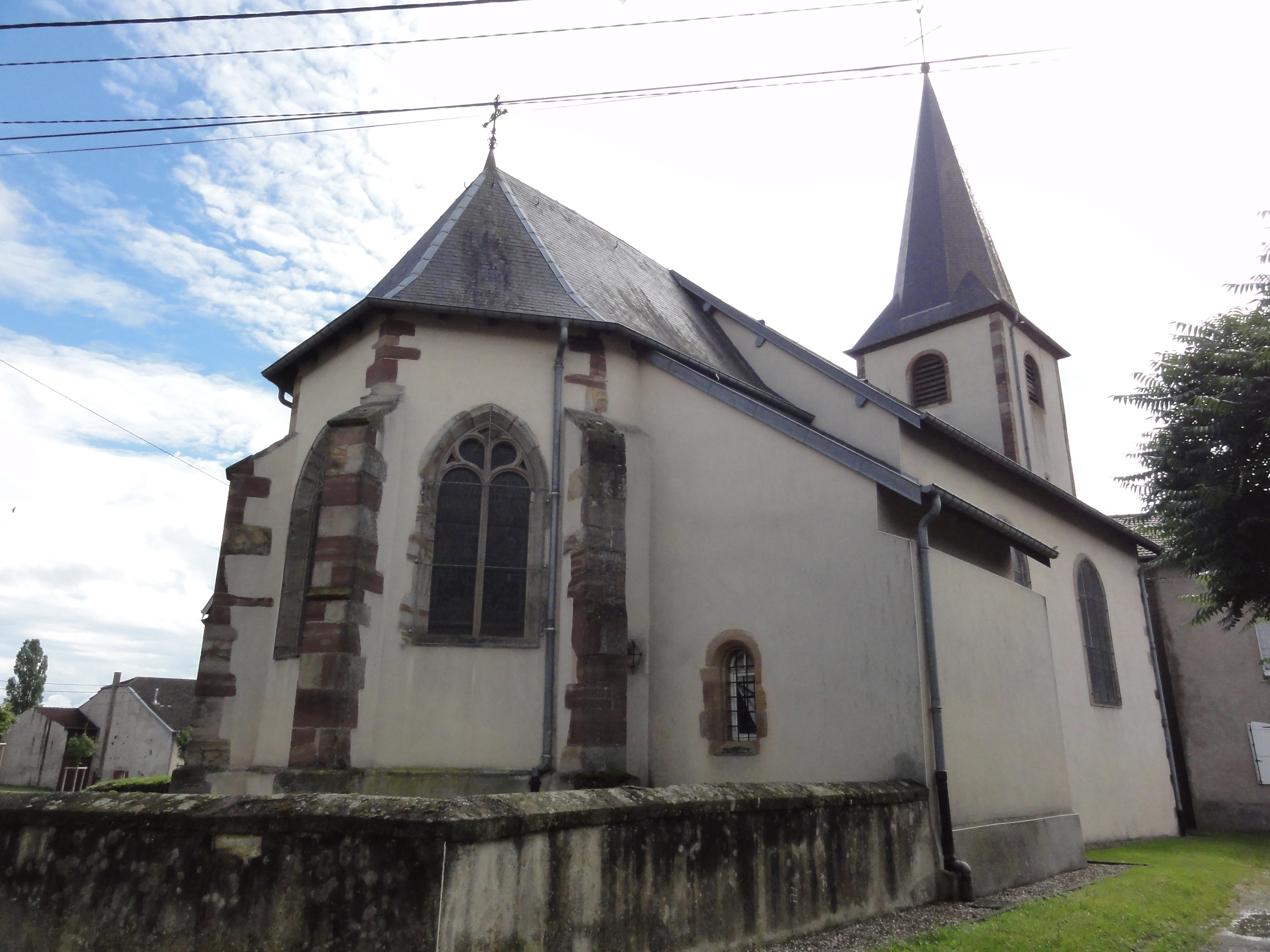
Kościół św. Andrzeja (2016)

Gélacourt – miejscowość i gmina we Francji, w regionie Grand Est, w departamencie Meurthe i Mozela.
Według danych na rok 1990 gminę zamieszkiwało 181 osób, a gęstość zaludnienia wynosiła 38 osób/km² (wśród 2335 gmin Lotaryngii Gélacourt plasuje się na 864. miejscu pod względem liczby ludności, natomiast pod względem powierzchni na miejscu 1032.).

## Populacja

Populacja Gélacourt w latach 1962–2008